# アンバ (潜水母艦)
アンバ（INS Amba, A54) は、インド海軍の潜水母艦である。ソ連海軍のウーグラ級 (1886号計画型) 潜水母艦をインド向けに一部仕様の変更がなされている。 兵装をAK-725 57mm連装砲4基から、AK-726 76 mm連装砲 2基へ変更されたのもその一つである。

## 概要
インド海軍は当時整備中のカルヴァリ級潜水艦(フォックストロット級潜水艦)を支援するために「アンバ」を必要とした。 1960年代後半から1970年代前半の間に8隻就役した同級潜水艦は、今日2隻が現役として残るのみである。「アンバ」が以後就役した新しいシシュマール級潜水艦やシンドゥゴーシュ級潜水艦と共に運用されたかは不明である。
1968年12月28日に就役したアンバは、潜水艦修理設備、魚雷整備区画、医療施設などを有し、ヘリ甲板はHAL Chetak、ウェストランド シーキングを運用することができた。本艦の就役により、アラビア海とベンガル湾に展開するインド海軍の潜水艦は長期展開が可能になり、作戦海域を拡張した。
1971年には第三次印パ戦争に参加した。
2001年5月26日、コーチン造船所における定期整備中、火災が発生、作業員2名が死亡した。
2006年7月、ヴィシャーカパトナム海軍基地で退役した。第三次印パ戦争に参加したロシア製のインド海軍艦艇としては、最後まで現役にあった。